# Гуляево (Пермский край)
Гуляево — деревня в составе Краснокамского городского округа в Пермском крае. Образована в 2024 году путем объединения деревень Верхнее Гуляево и Нижнее Гуляево.

## География
Деревня расположена на правом берегу реки Сюзьва в нижней части её течения на расстоянии примерно 10 километров на юго-запад от города Краснокамск.
Климат
Умеренно континентальный. Наиболее теплым месяцем является июль, средняя месячная температура которого 17,4 — 18,2°С, а самым холодным январь со среднемесячной температурой −15,3 — −14,7°С. Среднегодовая температура 0,8°С — 1,1° С. Продолжительность безморозного периода 110 дней. Снежный покров удерживается 170—180 дней.

## История
Известна с 1782 года как деревня Гуляева. После образования в 1853 году деревни Нижнее Гуляево, первая стала деревней Верхнее Гуляево. 
С 2004 до 2018 года две деревни входили в Майское сельское поселение Краснокамского муниципального района. После упразднения обоих муниципальных образований, стали рядовыми населенными пунктами, входившими в Краснокамский городской округ.
Законом Пермского края от 4 марта 2024 года две деревни Верхнее Гуляево и Нижнее Гуляево были объединены в одну деревню, образование и наименование которой было утверждено Постановлением Правительства Российской Федерации 27 июля 2024 года.

## Население
1. Н/Д[9]
2. Н/Д[10]